# Barylypa primigena
Barylypa primigena là một loài tò vò trong họ Ichneumonidae.